# Ita von Nellenburg

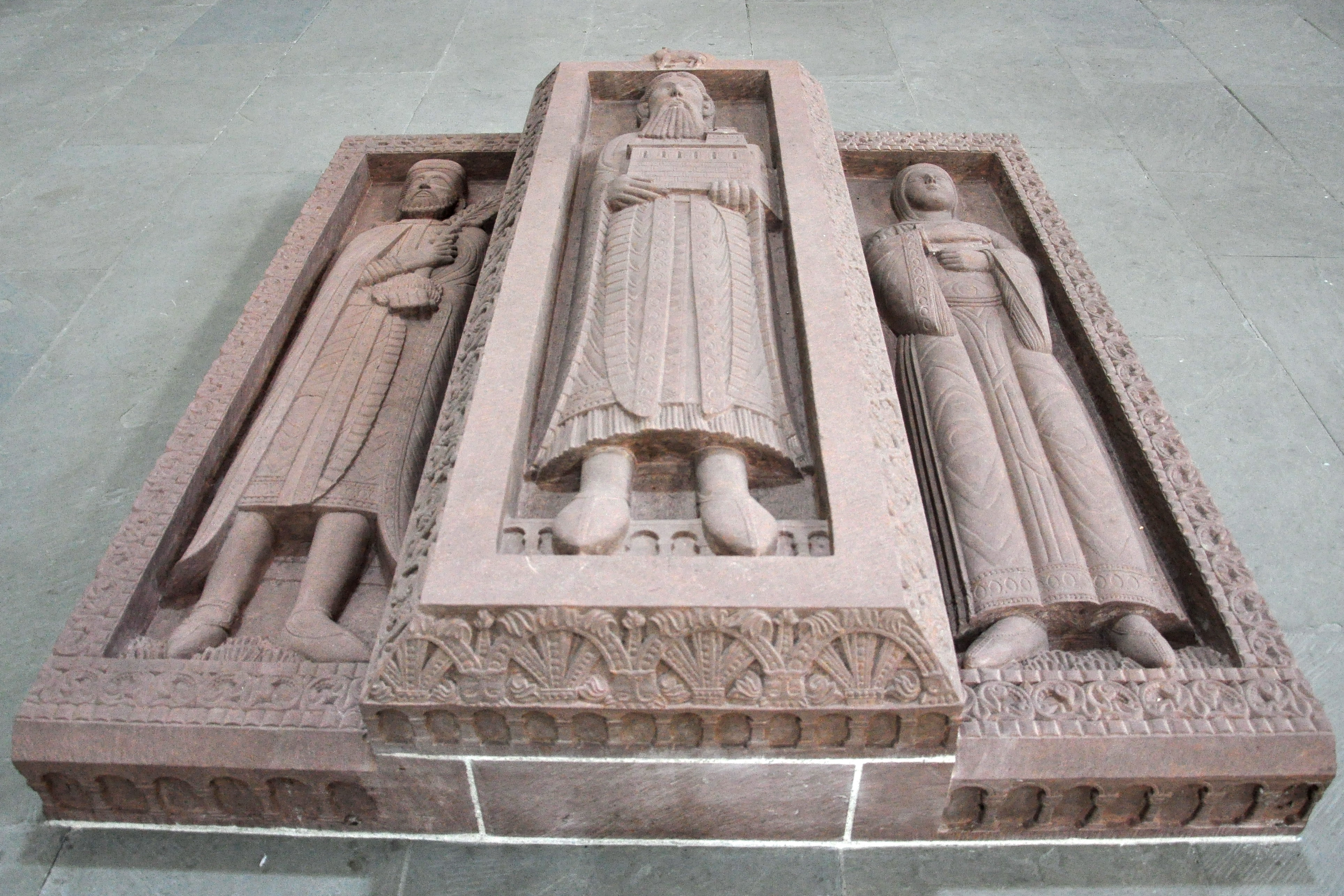
Rekonstruierte gemeinsame Grabplatte Itas von Nellenburg (rechts), ihres Mannes und ihres Sohnes im Münster Allerheiligen in Schaffhausen

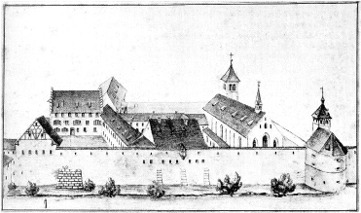
Das für Ita von Nellenburg gestiftete Kloster St. Agnesen

Ita von Nellenburg (* um 1015; † um 1105) stiftete gemeinsam mit ihrem Mann Eberhard VI. von Nellenburg das Kloster Allerheiligen in Schaffhausen.

## Leben
Über ihre Herkunft ist nicht viel bekannt. Ungesichert ist die Annahme, dass sie die Tochter von Welf II. Graf von Altdorf und Imiza von Luxemburg ist. Vermutlich mit etwa 15 Jahren heiratete sie den gleichaltrigen Eberhard von Nellenburg. Mit ihm hatte sie zwei Töchter und sechs Söhne. 1070 begab sich Ita zusammen mit ihrem Mann auf eine Pilgerfahrt nach Santiago de Compostela. Nach 1072, dem Eintritt ihres Mannes als Laienmöch ins Kloster Allerheiligen, lebte sie als Pfründnerin im Fronhaus des Klosters. Nach dem Tod ihres Mannes 1080 gründete ihr Sohn Burkard von Nellenburg das Kloster St. Agnesen in Schaffhausen für sie. Ihre Grabplatte im Münster Allerheiligen zeigt sie gemeinsam mit ihrem Mann und ihrem Sohn.